# УніКредит Банк (Росія)

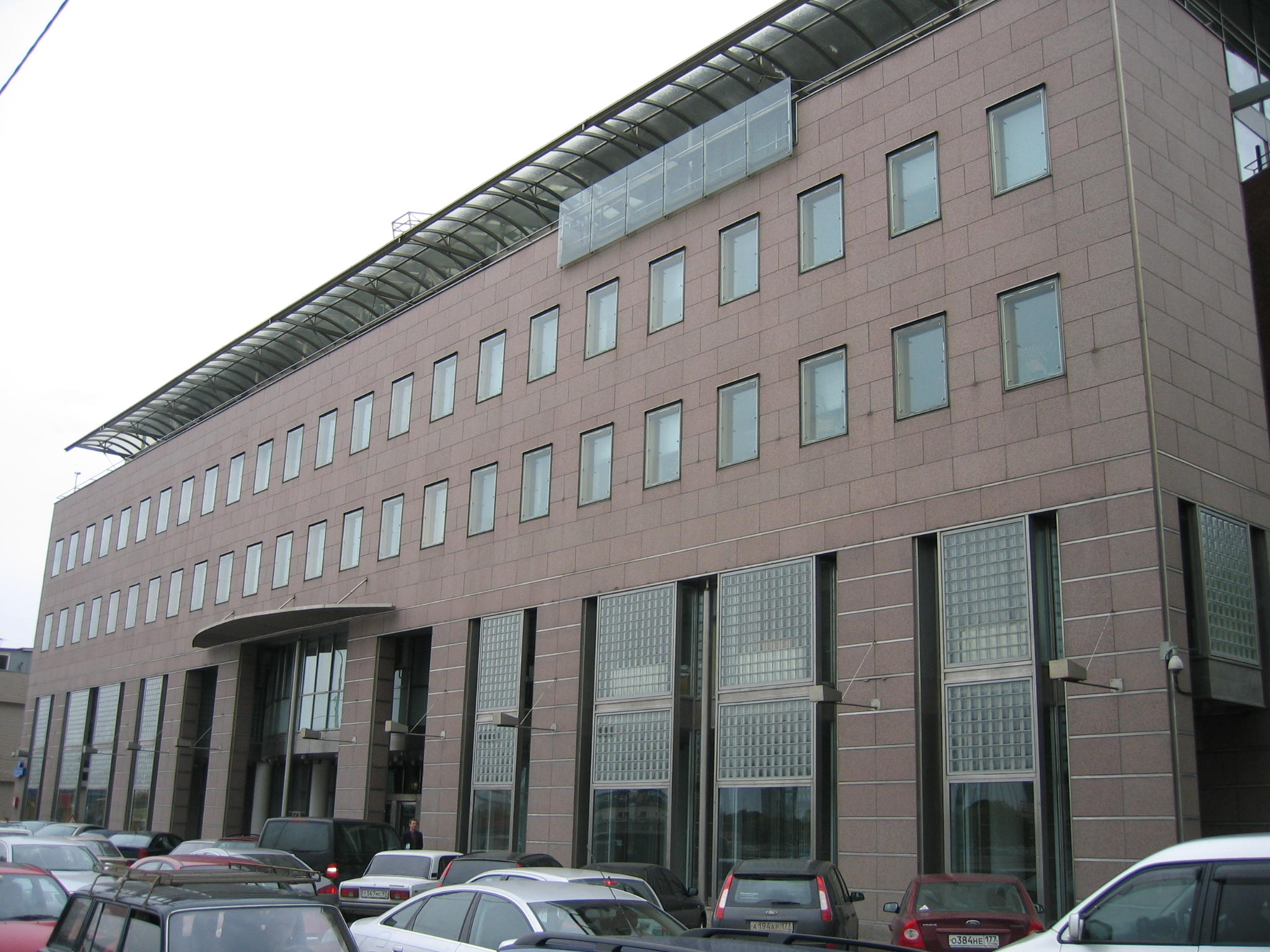
Головний офіс банку

УніКредит Банк (рос. Юникредит Банк, англ. UniCredit Bank) — один з найбільших комерційних банків Росії. Входить до італійської банківської групи UniCredit. Центральний офіс знаходиться у м. Москва.

## Історія
Банк створений 19 жовтня 1989 як «Міжнародний Московський Банк». Акціонерами банку були Зовнішекономбанк СРСР, Промбудбанк СРСР, Ощадбанк СРСР, а також кілька іноземних банків. ММБ першим серед російських недержавних банків почав операції на міжнародних фінансових ринках.
2 січня 1991 ММБ перший з комерційних банків Росії отримав Генеральну ліцензію Центрального банку Росії на здійснення операцій з іноземною валютою. 12 вересня 1991 за ініціативи ММБ відбулося підписання першого в Росії договору про надання синдикованого кредиту шістьма державними та комерційними банками компанії «ЛогоВАЗ».
8 січня 1992 ММБ став одним з 32 засновників Московської міжбанківської валютної біржі. На початок 1992 року ММБ був другим найбільшим банком Росії.
У 1994 у рейтингу «Найнадійніші російські банки серед 100 найбільших банків» («Коммерсант-Daily») — ММБ другий після Внєшторгбанка РФ.
29 червня 1994 позачергові збори акціонерів ММБ прийняли рішення про вихід Банку зовнішньоекономічної діяльності СРСР (ВЕБ) зі складу акціонерів і перерозподілу акцій (20%), які йому належали порівну між двома новими акціонерами — Банком зовнішньої торгівлі Російської Федерації (Внєшторгбанк), Москва і Комерційним банком для Північної Європи (Євробанк), Париж.
30 червня 1995 відкритий центральний офіс банку за адресою Пречистинська наб., 9. Перший камінь був закладений 11 листопада 1992.
У грудні 1997 ММБ викупив 10% своїх акцій у Промбудбанка РФ за 18 млн дол.
21 липня 2000 головне управління Банку Росії по Москві зареєструвало звіт про підсумки додаткової емісії акцій ММБ, в результаті якої статутний капітал банку зріс з 462 600 000 руб. до 1,6 млрд руб. В результаті розміщення емісії Bayerische Hypo-und Vereinsbank AG (Німеччина) збільшив свою частку в капіталі ММБ з 30,5% до 41%, Eurobank (Франція) — з 20% до 22,12%, фінський Merita Bank Plc — з 19,2% до 20,5%, ЄБРР — з 8,3% до 10%.
27 вересня 2000 позачергові збори акціонерів найбільшого австрійського банку Bank Austria схвалив його поглинання другим за величиною банком Німеччини - HypoVereinsbank.
У 2000 журнал Central European присвоїв ММБ почесне звання «Найкращий російський банк десятиріччя» (1989-1999).
У 2001 до ММБ було приєднано Банк Австрія Кредитанштальт (Росія), дочірню структуру Банку Австрія Кредитанштальт (Відень, Австрія).
24 вересня 2004 другий за величиною комерційний банк Німеччини HypoVereinsbank (HVB) повідомив про придбання контрольного пакету акцій дев'ятого по величині активів російського банку — ММБ. Як повідомило BNS, HVB збільшив свою частку з 43,4% до 52,85%, придбавши заново емітовані акції ММБ за 50-60 млн євро.
12 червня 2005 німецький HypoVereinsbank (HVB) та італійський банк UniCredit погодили рішення про злиття двох банків в єдиний фінансовий суперпул. Сума угоди — 15,4 млрд євро.
10 листопада 2006 UniCredit повідомило, що більшість банків Центральної та Східної Європи, що входять до групи UniCredit, будуть працювати під новим брендом — UniCredit Bank. 14 грудня 2006 Bank Austria Creditanstalt, що входить до італійської фінансової групи UniCredit, купив 19,77% акцій ММБ за 395 млн дол. США Пакет раніше належав ВТБ. Частка UniCredit в ММБ виросла до 90,03%.
11 травня 2007 рада директорів ММБ ухвалила рішення про зміну назви банку на УніКредит Банк. Зміна назви Центральним банком РФ відбулася 20 грудня 2007 року.

## Акціонери банку
- UniCredit Bank Austria AG, Австрія (входить до групи UniCredit, Італія) — 100%.